# Pinnacle West Capital
Pinnacle West Capital Corporation, (NYSE: PNW), är ett amerikanskt holdingbolag inom energisektorn, som kontrollerar dotterbolaget Arizona Public Service Company (APS), som är delstaten Arizona:s största energiföretag och som förser omkring 1,1 miljoner privata– och företagskunder i elva av delstatens 15 counties med elektricitet.

## Arizona Public Service Company
Dotterbolaget Arizona Public Service Company har rötter tillbaka till 1884 när Phoenix Light and Fuel Company grundades, genom åren har bolagsnamn och fusioner kommit och gått. Under 1952 fusionerades bolaget med Arizona Edison och bolaget fick Arizona Public Service Company som bolagsnamn. I februari 1985 startade företaget ett holdingbolag vid namn AZP Group Inc. Två år senare fick holdingbolaget det nuvarande namnet (Pinnacle West Capital Corporation). Dotterbolaget äger också 29,1% av USA:s största kärnkraftverksanläggning Palo Verde Nuclear Generating Station i Tonopah i västra Arizona. De har också driftansvar för anläggningen.